# Tuuli (Schiff)
Die Tuuli (finnisch Wind) war ein Luftkissenboot der finnischen Marine, das 2003 fertiggestellt, jedoch nie in Dienst gestellt und 2013 wieder abgebrochen wurde.

## Beschreibung
Die T-2000-Klasse war eine projektierte Klasse militärischer Luftkissenboote, die für die skandinavische Schärenküste ausgelegt war. Es wurde nur das Typboot gebaut.
Der Vorteil von Luftkissenfahrzeugen liegt darin, dass nicht nur Wasser-, sondern auch Land- und Eisflächen sowie kleinere Sumpfgebiete befahren werden können. Damit sind sie gut geeignet für das Terrain der finnischen Seenplatte. Das Fahrzeug war als Angriffseinheit entwickelt worden, auch wenn Luftkissenfahrzeuge bisher eher für Transportunternehmungen, insbesondere bei amphibischen Landungen, verwendet wurden. Eine generelle Hochseetauglichkeit besteht bei ihnen nicht.
Insgesamt waren vier Fahrzeuge dieser Klasse für das Laivue 2000-Programm (deutsch: Geschwader 2000) der finnischen Marine vorgesehen. Da sich die Einsatzdoktrin der finnischen Streitkräfte änderte, wurde Laivue 2000 2003 zugunsten von Booten der Hamina-Klasse eingestellt. Die Tuuli wurde von der Marine nicht für militärische Operationen eingeplant und sollte verkauft werden. Da sich kein Käufer fand, wurde das Boot schließlich 2013 verschrottet.
Das High-Tech-Wasserfahrzeug war mit fortschrittlicher elektronischer Ausrüstung ausgestattet und in erster Linie zunächst als Minenleger konzipiert. Außerdem hatte das Luftkissenboot Stealth-Eigenschaften.